# Železniční trať Semizovac–Ivančići
Železniční trať Semizovac–Ivančići (bosensky Željeznička pruga Semizovac–Ivančići) byla úzkorozchodná železniční trať, která se nacházela v centrální části Bosny a Hercegoviny, nedaleko Sarajeva.
Trať byla napojena z jižní strany u zastávky Semizovac na úzkorozchodnou trať v údolí řeky Bosny a směřovala údolím místního potoka až k vesnici Ivanići, resp. Čevljanovići, kde se těžila manganová ruda. Během svojí 24 km dlouhé trasy překonávala rozdíl nadmořské výšky okolo 350 m. 
Trať vznikla během rakousko-uherské okupace Bosny a Hercegoviny. Její výstavba byla zahájena v září 1884 a zprovozněna v lednu 1885. Její výstavbu financovala soukromá společnost společně s zemskou vládou okupované Bosny. Trať byla zbudována nejprve do Čevljanovićů, a později v roce 1894 prodloužena do vesnice Ivančići. Během 20. století sloužila trať také k dopravě dřeva. V roce 1963 byl provoz na trati ukončen a původní budova nádraží v Semizovaci byla přebudována na byty.